# Zosterops somadikartai
Zosterops somadikartai е вид птица от семейство Zosteropidae. Видът е почти застрашен от изчезване.

## Разпространение
Разпространен е в Индонезия.